# Klopotovice
Klopotovice är en ort i Tjeckien.   Den ligger i regionen Olomouc, i den östra delen av landet, 220 km öster om huvudstaden Prag. Klopotovice ligger 207 meter över havet och antalet invånare är 274.
Terrängen runt Klopotovice är platt, och sluttar österut.Runt Klopotovice är det ganska tätbefolkat, med 230 invånare per kvadratkilometer. Närmaste större samhälle är Olomouc, 16,6 km norr om Klopotovice. Trakten runt Klopotovice består till största delen av jordbruksmark.